# Малиновка (напиток)

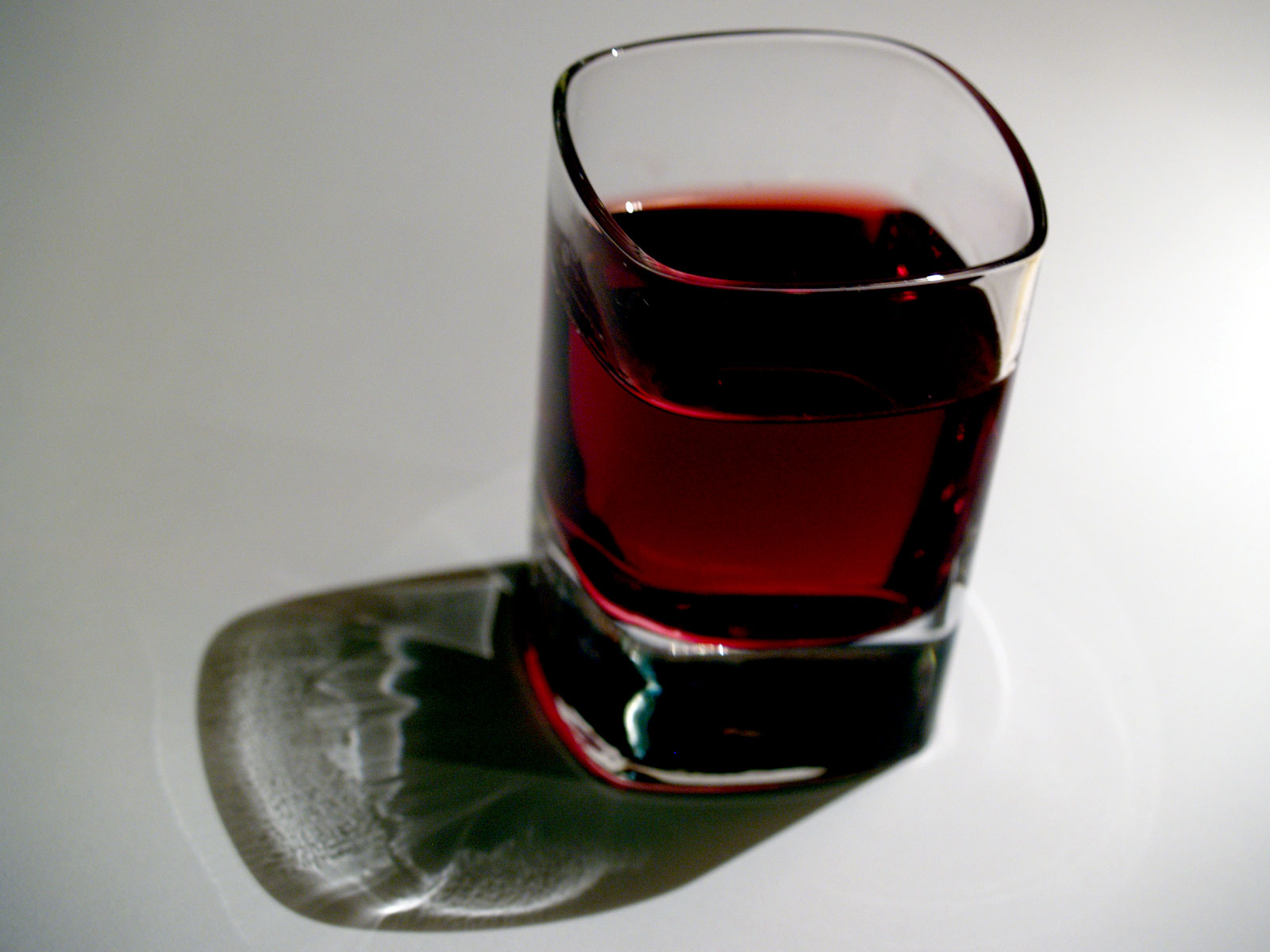
Малиновка

Малиновка — алкогольный напиток из малины.
Малиновая наливка или настойка издавна известна в России, Украине, Литве, Белоруссии.
Производство настойки в России было известно, по крайней мере, со времён Ивана Грозного.
Малиновая настойка, в том числе, была в хозяйстве у каждого помещика.

## В мире
В южной Германии и французском регионе Эльзас её аналогом является фруктовый бренди или шнапс Химбергайст (от нем. Himbeere — малина).
В Швейцарии в районе Люцерна делают малиновую настойку под названием Framboise.
Во Франции фрамбуаз — различные алкогольные напитки из малины.

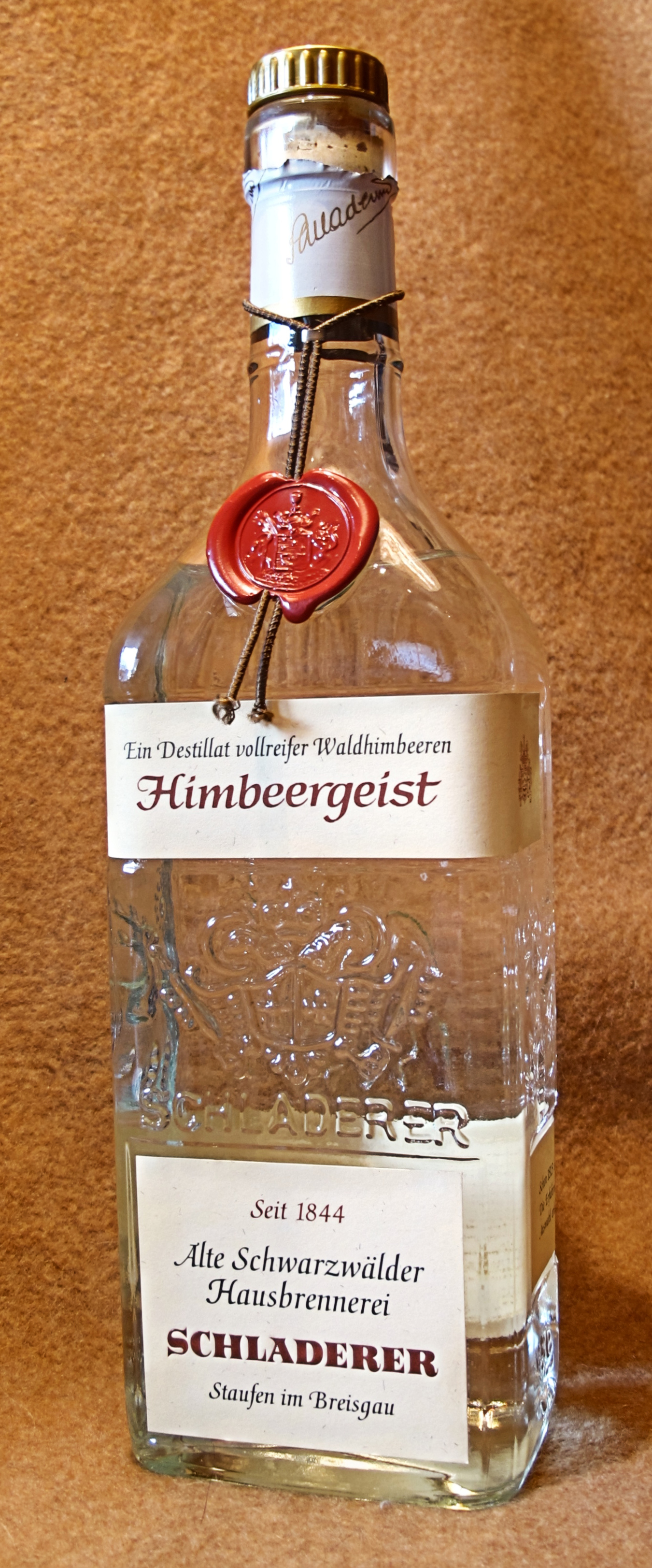
Химбергайст из дикой малины в регионе Шварцвальд в Германии

## Приготовление
Малину заливают водкой и выдерживают не менее двое суток при комнатной температуре. Затем можно этой же водкой снова залить другую свежую малину на двое суток (не более, иначе кислота из малины ухудшит вкус напитка). После этого необходимо смешать выстоянный алкоголь с сиропом, разлить в бутылки, закупорить и поставить на четыре-пять месяцев в тёмное место.
Малину из настойки не выбрасывают — с ней пьют зимой лечебный чай.
Также можно приготовить малиновку с помощью естественного брожения: немытые ягоды перетираются с сахаром, первично сбраживаются, затем на банку или бутыль устанавливается гидрозатвор или резиновая перчатка, которые показывают выделение газа. Затем малиновку фильтруют, разливают по бутылкам. Такую наливку можно закрепить, добавив к ней водку или спирт.

### Химбергайст
Из-за низкого содержания сахара в малине, из ягод можно производить лишь ограниченное количество алкоголя, и Химбергайст создается путем мацерации свежих ягод в 95,6 % ректифицированных спиртах. Затем смесь настаивают в течение нескольких недель, чтобы выделить малиновую эссенцию, перегоняют, разбавляют очищенной водой до крепости 40 % или выше и разливают по бутылкам.
В Эльзасе в малиновку добавляют сахарную пудру, а в Германии — гвоздику. Вместе с выжатой малиной перегоняют водку (от 40 %) или разбавленный спирт (до 70 %). Затем ставят на 2 недели отстояться. После этого происходит дистилляция продукта.
В Рейнланд-Вестфалии малиновку производят несколько иначе. Из малины выжимают сок, засыпают в него гвоздику и толченые сливовые косточки. Все это заливают 40 % алкоголем. Бутыль плотно закрывают и выставляют на солнце или теплое место на 1 месяц. После этого фильтруют и разливают по бутылкам отстаиваться в холодном месте.